# Miltonia russelliana
Miltonia russelliana (tên tiếng Anh: Russell's Miltonia) là một loài phong lan có ở đông nam và miền nam Brasil.

## Hình ảnh

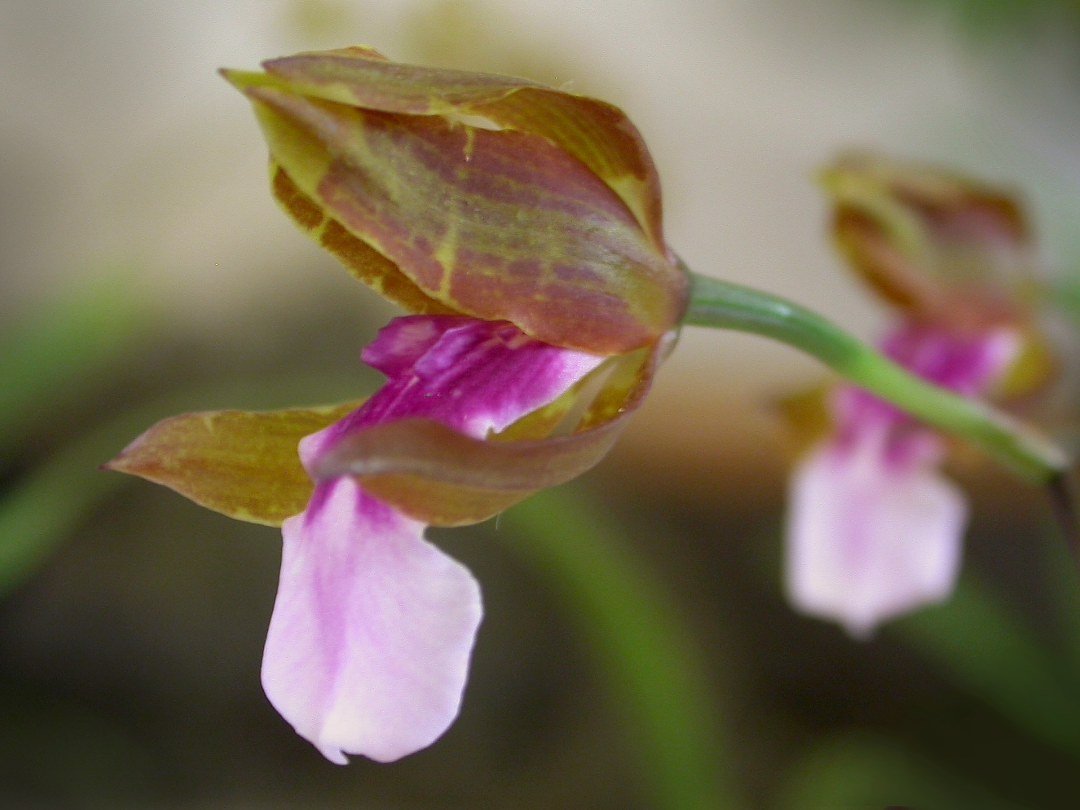